# Hamburg op het Bundesvision Song Contest
Hamburg is een van de zestien Duitse deelstaten die deelnemen aan de Bundesvision Song Contest.

## Overzicht
Hamburg stond tot op heden twee keer op het podium van de Bundesvision Song Contest. In 2007 eindigde Jan Delay op de tweede plaats, met het nummer Feuer. Zes jaar later werd Johannes Oerding ook tweede. Voor het overige eindigt Hamburg meestal in de eerste tabelhelft. De slechtste prestatie kwam er in 2015. Ferris MC eindigde pas op de dertiende plek. Op negen jaar tijd eindigde Hamburg slechts één keer niet bij de beste tien.

## Deelnames
| Jaar | Artiest                   | Lied                                                       | Plaats | Punten | Taal            |
| ---- | ------------------------- | ---------------------------------------------------------- | ------ | ------ | --------------- |
| 2005 | Samy Deluxe               | Generation                                                 | 9      | 44     | Duits           |
| 2006 | Olesoul                   | Hamburg & Cologne                                          | 5      | 70     | Duits en Engels |
| 2007 | Jan Delay                 | Feuer                                                      | 2      | 138    | Duits           |
| 2008 | Das Bo                    | Ohne Bo                                                    | 12     | 19     | Duits           |
| 2009 | Olli Schulz               | Mach den Bibo                                              | 5      | 73     | Duits en Engels |
| 2010 | Selig                     | Von Ewigkeit zu Ewigkeit                                   | 8      | 40     | Duits           |
| 2011 | Thees Uhlmann             | Zum Laichen und Sterben ziehen die Lachse den Fluss hinauf | 8      | 66     | Duits           |
| 2012 | König Boris               | Häuserwand                                                 | 10     | 28     | Duits           |
| 2013 | Johannes Oerding          | Nichts geht mehr                                           | 2      | 145    | Duits           |
| 2014 | Nico Suave feat. Flo Mega | Gedicht                                                    | 10     | 28     | Duits           |
| 2015 | Ferris MC                 | Monstertruck                                               | 13     | 14     | Duits           |

Baden-Württemberg · Beieren · Berlijn · Brandenburg · Bremen · Hamburg · Hessen · Mecklenburg-Voor-Pommeren · Nedersaksen · Noordrijn-Westfalen · Rijnland-Palts · Saarland · Saksen · Saksen-Anhalt · Sleeswijk-Holstein · Thüringen